# 白川容子
白川 容子（しらかわ ようこ、1966年4月14日 - ）は、日本の政治家。参議院議員（1期）。元香川県議会議員（4期）。
日本共産党中央委員。日本共産党四国ブロック新型コロナウィルス対策責任者。

## 来歴
徳島県美馬郡つるぎ町(旧貞光町)生まれ。
徳島県立脇町高校、日本福祉大学(第二部)卒業。卒業後、徳島健康生活協同組合に就職。
結婚を機に香川県に移住し、香川医療生活協同組合に就職。
1998年第18回参議院議員通常選挙（香川県選挙区）、2000年第42回衆議院議員総選挙（香川3区・比例四国ブロックに重複立候補）、2001年第19回参議院議員通常選挙へ日本共産党公認で出馬するも落選。
2003年香川県議会議員選挙へ日本共産党公認で出馬し初当選。以後4期連続当選。
2017年香川県議会議員を辞職し、同年の第48回衆議院議員総選挙比例四国ブロックに日本共産党名簿順位一位で出馬するも落選。
2021年10月、第49回衆議院議員総選挙に比例四国ブロックに日本共産党名簿順位一位で出馬するも落選。
2024年10月、第50回衆議院議員総選挙に比例四国ブロックに日本共産党名簿順位一位で出馬するも落選。
2024年11月26日、第27回参議院議員通常選挙に比例代表から出馬することが発表された。2025年7月20日の投開票の結果、日本共産党は2議席の確保に留まったものの、党内2位となる34,418票を獲得した白川は参議院議員に初当選を果たした。

## 活動
- 医療機関で働いていた時に、子どもを受診させている親からいつも出されていた要求である「中学校卒業までの子供の医療費の無料化」を、県議会議員時代に実現を求める質問を何度もしてきた。[10][11][12]
- 香川県営住宅を全県で3割（2,178戸）廃止しようとする動きがあり、住民と一緒に運動し県議会で 見直しするように何度も質問してきた。[13][14][15]

## 政策
自・公政治を許さない！
- 自公政権がすすめている社会保障の大改悪をなんとしても食い止めたい。伊方原発の再稼働は中止し、原発はゼロに。米軍機の低空飛行を中止。

四国の声をまっすぐ国政へ届ける架け橋
- 四国の問題を独自に研究して南海トラフ地震対策をはじめ暮らしと環境を守り、産業を応援する提言を発信していく。

すべての人が幸せになれる社会をつくる
- 現地に足を運び、首長や関係者はもちろん住民の皆様から直接話を聞いて「生」の声を国にぶつけ、四国と国政との「架け橋」となる。

強制結婚社会に反対
- 令和7年7月の参議院選挙の政見放送で自治体の婚活支援による強制結婚に反対している。[16]

## 発信
「よう子の部屋」というZOOMを使ったYouTubeビデオメッセージチャンネルを開設している。毎回著名人等をゲストに招き対談。
YouTubeに公式チャンネルをもつYouTuberでもある。

## その他
雑誌『女性のひろば』2020年12月号の企画で「女性衆院議員を四国から」をテーマに永江孝子参議院議員(元南海放送アナウンサー)と対談する。

## 選挙歴
| 当落 | 選挙                         | 執行日         | 年齢 | 選挙区           | 政党       | 得票数    | 得票率 | 定数 | 得票順位 /候補者数 | 政党内比例順位 /政党当選者数 |
| ---- | ---------------------------- | -------------- | ---- | ---------------- | ---------- | --------- | ------ | ---- | ------------------ | ---------------------------- |
| 落   | 第18回参議院議員通常選挙     | 1998年07月12日 | 32   | 香川県選挙区     | 日本共産党 | 9万2205票 | 22.4%  | 1    | 3/4                | /                            |
| 落   | 第42回衆議院議員総選挙       | 2000年06月25日 | 34   | 香川県第3区      | 日本共産党 | 2万2887票 | 15.12% | 1    | 3/3                | 2/1                          |
| 落   | 第19回参議院議員通常選挙     | 2001年07月29日 | 35   | 香川県選挙区     | 日本共産党 | 6万468票  | 14.2%  | 1    | 3/4                | /                            |
| 当   | 2003年香川県議会議会議員選挙 | 2003年4月13日  | 36   | 高松市選挙区     | 日本共産党 | 7138票    | ーー   | 14   | 12/16              | /                            |
| 当   | 2007年香川県議会議会議員選挙 | 2007年4月8日   | 40   | 高松市選挙区     | 日本共産党 | 7420票    | ーー   | 17   | 14/19              | /                            |
| 当   | 2011年香川県議会議会議員選挙 | 2011年4月18日  | 44   | 高松市選挙区     | 日本共産党 | 6665票    | ーー   | 15   | 13/22              | /                            |
| 当   | 2015年香川県議会議会議員選挙 | 2015年4月12日  | 48   | 高松市選挙区     | 日本共産党 | ーー票    | ーー   | 1    | ー/15              | /                            |
| 落   | 第48回衆議院議員総選挙       | 2017年10月22日 | 51   | 比例四国ブロック | 日本共産党 | ーー票    | ーー   | 6    | /                  | 1/0                          |
| 落   | 第49回衆議院議員総選挙       | 2021年10月31日 | 55   | 比例四国ブロック | 日本共産党 | ーー票    | ーー   | 6    | /                  | 1/0                          |
| 落   | 第50回衆議院議員総選挙       | 2024年10月27日 | 58   | 比例四国ブロック | 日本共産党 | ーー票    | ーー   | 6    | /                  | 1/0                          |
| 当   | 第27回参議院議員通常選挙     | 2025年07月20日 | 59   | 参議院比例区     | 日本共産党 | 3万4418票 | ーー   | 50   | 2/19               | 2/2                          |